# M29-klasse Monitor

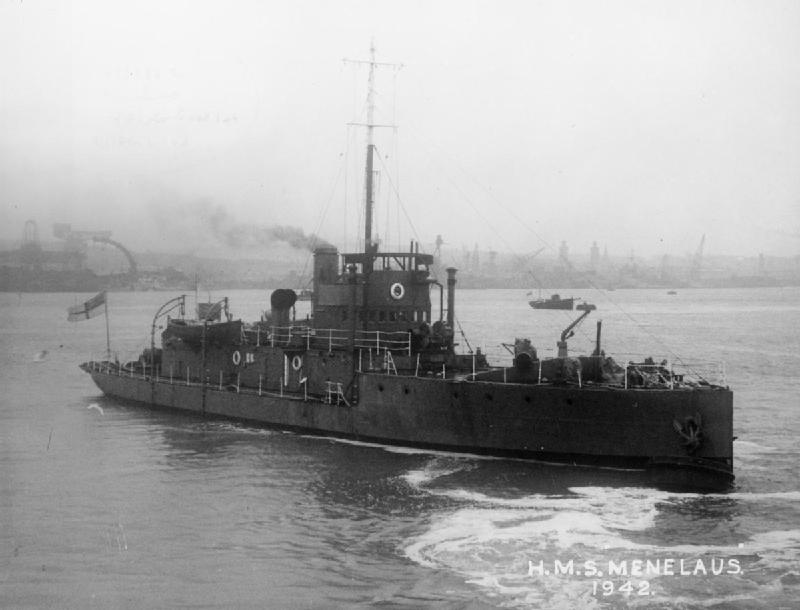
HMS Menelaus (ex M31) in 1941

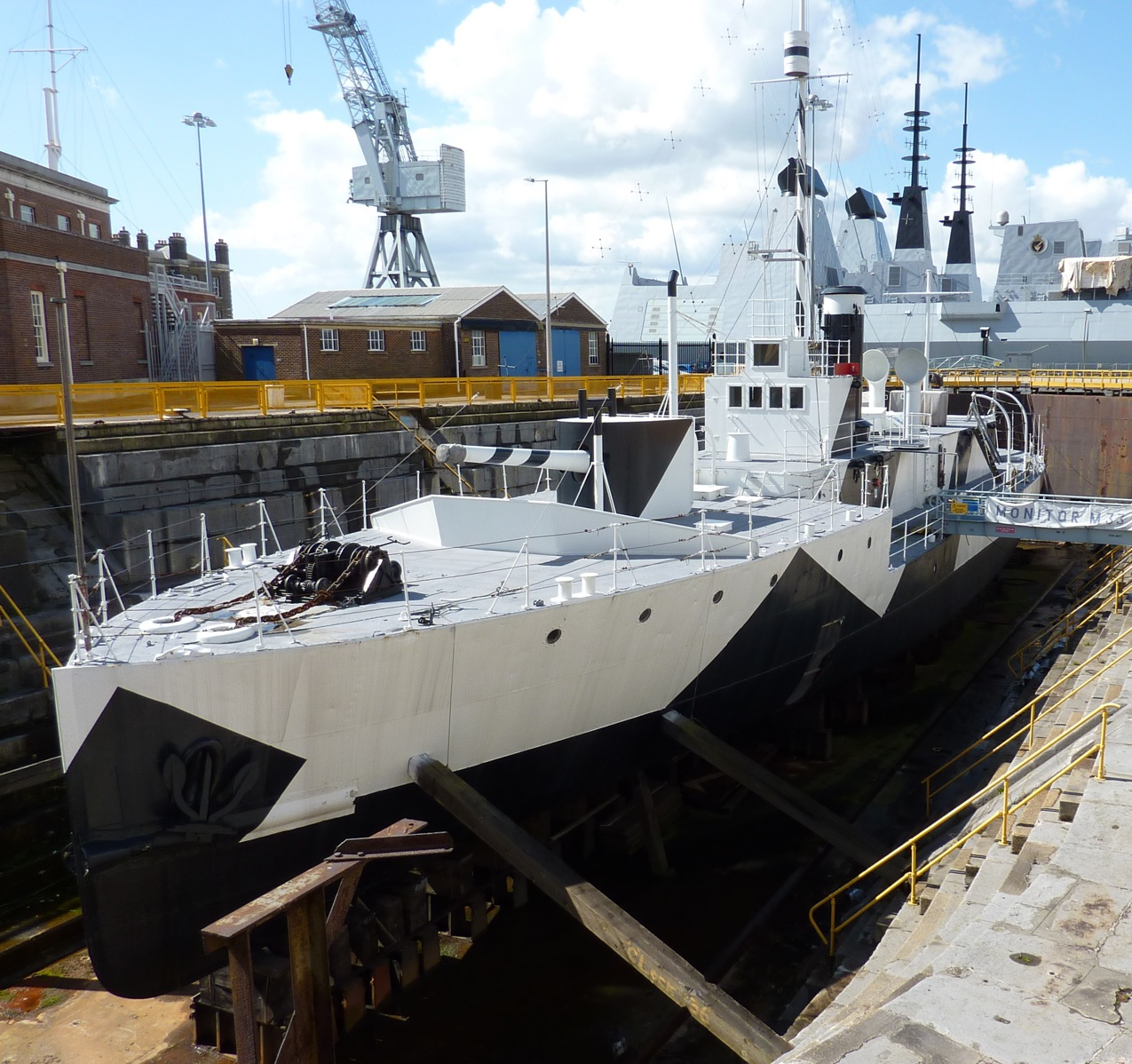
M33 in Portsmouth

De vijf schepen van de M29-klasse Monitor waren van het type monitor. Ze hadden een zware bewapening en een geringe diepgang waardoor ze dicht onder de kust konden opereren. De schepen voor de Britse marine werden in maart 1915 besteld bij de scheepswerf van Harland and Wolff in Belfast. Harland and Wolff besteedde de bouw van twee schepen, M29 en M31, weer uit. Alle schepen kwamen in 1915 in dienst.

## Beschrijving
Na een bouwtijd van twee à drie maanden werden de schepen tewatergelaten en in dienst genomen. De hoofdbewapening van de monitors bestond uit twee 6-inch kanonnen (152 mm) in twee ronddraaiende geschuttorens. Een toren stond voor de brug en de ander op het achterschip opgesteld. De secundaire bewapening was vooral bestemd voor eigen bescherming tegen vliegtuigen. De schepen gaven vooral vuursteun aan de troepen aan land. Hun geringe diepgang van ongeveer twee meter maakte het mogelijk dicht onder de kust te opereren. Ze hadden een licht pantser van maximaal 3 inch.

## Schepen in klasse
Alle schepen van deze klasse hebben dienstgedaan in de Middellandse Zee en bleven daar tot eind 1918. Na de oorlog zijn vier schepen, met uitzondering van de M30, in Noord-Rusland ingezet om de Britse troepen en het Witte Leger van vuursteun te voorzien tijdens de Russische Burgeroorlog. Tegen het einde van 1919 kwamen ze terug naar Britse wateren.

### HMS M29
In 1923 werd ze omgebouwd tot mijnenlegger en werd in december 1923 omgedoopt tot HMS Medusa. Aan het begon van de Tweede Wereldoorlog werd ze weer aangepast om onderzeeboten te repareren en van voorraden te voorzien. Ze kreeg de naam HMS Talbot. Het schip werd in 1946 verkocht.

### HMS M30
Dit schip werd getroffen door een vijandige granaat en zonk op 14 mei 1916 in de Middellandse Zee.

### HMS M31
De M31 werd vanaf december 1925 actief als mijnlegger onder de naam HMS Melpomene. In 1939 werd ze een oefenschip voor het lanceren van torpedo’s waarvoor haar boeg werd aangepast. Ze voer onder de naam HMS Menelaus. In 1948 werd ze verkocht voor de sloop.

### HMS M32
Ze werd op 29 januari 1920 verkocht en is verbouwd tot olietanker.

### HMS M33
Na de terugkeer uit Rusland werd ze verbouwd tot een mijnenlegger opleidingsschip en voer onder de naam HMS Minerva. Na een aantal andere functies werd ze in 1984 te koop aangeboden. Dit is de enige van de vijf M29-monitors die is behouden. Het is nu een museumschip en ligt in een droogdok, nabij de HMS Victory, in Portsmouth.